# AMD Am9080
 Am9080  là CPU sản xuất bởi AMD.  Đầu tiên nó được sản xuất không có giấy phép như là một phiên bản sao chép của Intel 8080. Sau này, một hiệp ước được Intel chấp thuận để sản xuất nó. Phiên bản đầu tiên của Am9080 ra mắt vào tháng 4 năm 1974. CPU này chạy ở tốc độ 2 MHz.